# John Garnett
John Brady Garnett (* 15. Dezember 1940 in Seattle, Washington) ist ein US-amerikanischer Mathematiker, der sich mit Analysis beschäftigt (Funktionentheorie, harmonische Analysis).
Garnett studierte an der University of Notre Dame (Bachelor-Abschluss 1962) und promovierte 1966 bei Irving Glicksberg an der University of Washington. Danach war er zwei Jahre Moore-Instructor am Massachusetts Institute of Technology und ging 1968 als Assistant Professor an die UCLA, wo er seit 1974 Professor ist. Von 1995 bis 1997 war er Vorsitzender der mathematischen Fakultät. 1989 erhielt er den Distinguished Teaching Award der UCLA. Er war unter anderem Gastprofessor und Gastwissenschaftler am IHES, der Yale University, der ETH Zürich, der Universität Paris-Süd. Er ist Fellow der American Mathematical Society.
2003 erhielt er den Leroy P. Steele Prize für sein Buch „Bounded analytic functions“, in dem er das Gebiet mit Methoden der harmonischen Analysis, funktionentheoretische Methoden und der Calderon-Zygmund-Theorie auf neuartige Weise darstellte und das sowohl in Lehre als auch in Forschung einflussreich war. 1986 war er Invited Lecturer auf dem ICM in Berkeley.
Zu seinen Doktoranden gehören Peter Jones und Jill Pipher.

## Schriften
- Bounded analytic functions, Academic Press 1981